# Chrysoprasis marta
Chrysoprasis marta är en skalbaggsart som beskrevs av Dilma Solange Napp och Martins 1999. Chrysoprasis marta ingår i släktet Chrysoprasis och familjen långhorningar. Inga underarter finns listade i Catalogue of Life.